# Richard Bienert
Richard Bienert (ur. 5 września 1881 w Pradze, zm. 2 lutego 1949 tamże) – czeski urzędnik, policjant i polityk. W latach 1942–1945 pełnił funkcję ministra spraw wewnętrznych w rządzie Protektoratu Czech i Moraw, a w okresie od 19 stycznia do 5 maja 1945 był jednocześnie jego premierem.

## Życiorys
Pochodził z rodziny urzędnika praskiego magistratu. W 1900 roku ukończył gimnazjum przy ulicy Žitná w Pradze. Ukończył studia prawnicze na Uniwersytecie Karola, a w 1906 roku podjął pracę w praskiej policji. Od 1 stycznia 1918 roku pracował w Prezydium Policji, współpracował z czeskim ruchem oporu Maffia, przekazując za pośrednictwem Přemysla Šámala tajne informacje. 
W 1918 roku brał udział w przejmowaniu władzy z rąk austriackich i ustanawianiu Czechosłowacji. Od 1920 roku był komendantem policji w Pradze, odpowiedzialny był za modernizację i reorganizację czechosłowackiej policji. Od 1924 roku pracował w administracji, pełniąc m.in. funkcję wiceprezesa administracji oraz wiceprezydenta kraju czeskiego. Przez czechosłowackich policjantów nazywany był „Tatíček Bienert”. 
We wrześniu 1939 roku został aresztowany przez Gestapo, został jednak zwolniony po interwencji prezydenta Emila Háchy. Od listopada 1939 roku do stycznia 1942 roku był prezydentem kraju czeskiego.
W styczniu 1942 roku objął funkcję ministra spraw wewnętrznych Protektoratu Czech i Moraw. W styczniu 1945 roku objął również funkcję premiera i pełnił ją do końca istnienia Protektoratu Czech i Moraw. W kwietniu 1945 roku Karl Hermann Frank wyznaczył go na członka delegacji mającej skontaktować się z armią amerykańską i negocjować z nimi warunki pokoju. 5 maja 1945 roku próbował wygłosić w czeskim radiu przemówienie o zlikwidowaniu Protektoratu Czech i Moraw, został jednak zatrzymany przez powstańców. 
13 maja 1945 roku został aresztowany i w trwającym od 29 kwietnia do 31 lipca 1946 roku procesie skazany na trzy lata więzienia za kolaborację. Podczas procesu jego obrońcą z urzędu był Kamill Resler. W maju 1947 roku został zwolniony ze względu na stan zdrowia. Według świadków w okresie okupacji miał on często wstawiać się za aresztowanymi Czechami i wspierać ich rodziny.

## Odznaczenia
Został odznaczony Tarczą Honorową Protektoratu Czech i Moraw z Orłem Świętego Wacława.